# Franchi SPAS-15
Franchi SPAS-15 — итальянское боевое ружьё, разработанное оружейной компанией Luigi Franchi S.p.A. на основе конструкции SPAS-12.

## Описание
Оружие имеет два режима стрельбы (помповый и самозарядный). В помповом режиме перезаряжание осуществляется движением цевья назад. Переключение между режимами стрельбы осуществляется нажатием кнопки над цевьём, и перемещением цевья слегка вперед или назад.
Ствол и ствольная коробка изготовлены из нержавеющей стали. Наружные поверхности металлических деталей оружия фосфатированы.
SPAS-15 имеет отъёмный коробчатый магазин с однорядным расположением патронов. Магазины изготовлены из стали с пластиковым подавателем.
Прицельные приспособления включают мушку с ограждением на переднем конце кожуха ствола и постоянный прицел с треугольной прорезью в передней части рукоятки для переноски. Мушка регулируется по высоте, прицел — по направлению.
Ружьё выпускалось в трёх вариантах исполнения: со складным и не складным пластмассовым прикладом и складным металлическим рамочным прикладом

## На вооружении
Боевые ружья SPAS-15 состоят на вооружении армии Италии, полицейских и специальных подразделений ряда стран мира, а также используется в качестве служебного оружия для охранных структур и гражданского оружия самообороны.
- Италия — в 1999 году принято на вооружение отдельных подразделений итальянской армии. Кроме того, разрешено к продаже в качестве гражданского оружия[1].
- Латвия — некоторое количество было закуплено частными охранными структурами. Кроме того, разрешено к продаже в качестве гражданского оружия.
- Малайзия — некоторое количество было закуплено.
- Португалия[2].
- Россия — сертифицировано в качестве гражданского охотничьего оружия[3].
- Сербия — некоторое количество находится на вооружении бригады специального назначения армии Сербии[1].
- США — в 1996 году запретили импорт SPAS-15, однако небольшое количество ружей, ввезённых до запрета по-прежнему находятся в коммерческой продаже[1].
- Франция.